# Provinz Última Esperanza
Die Provinz Última Esperanza (deutsch „Provinz der letzten Hoffnung“) ist eine chilenische Provinz im Norden der Región de Magallanes y de la Antártica Chilena. Sie grenzt im Norden an die Región de Aisén, im Osten an Argentinien und im Süden an die Provinz Magallanes.

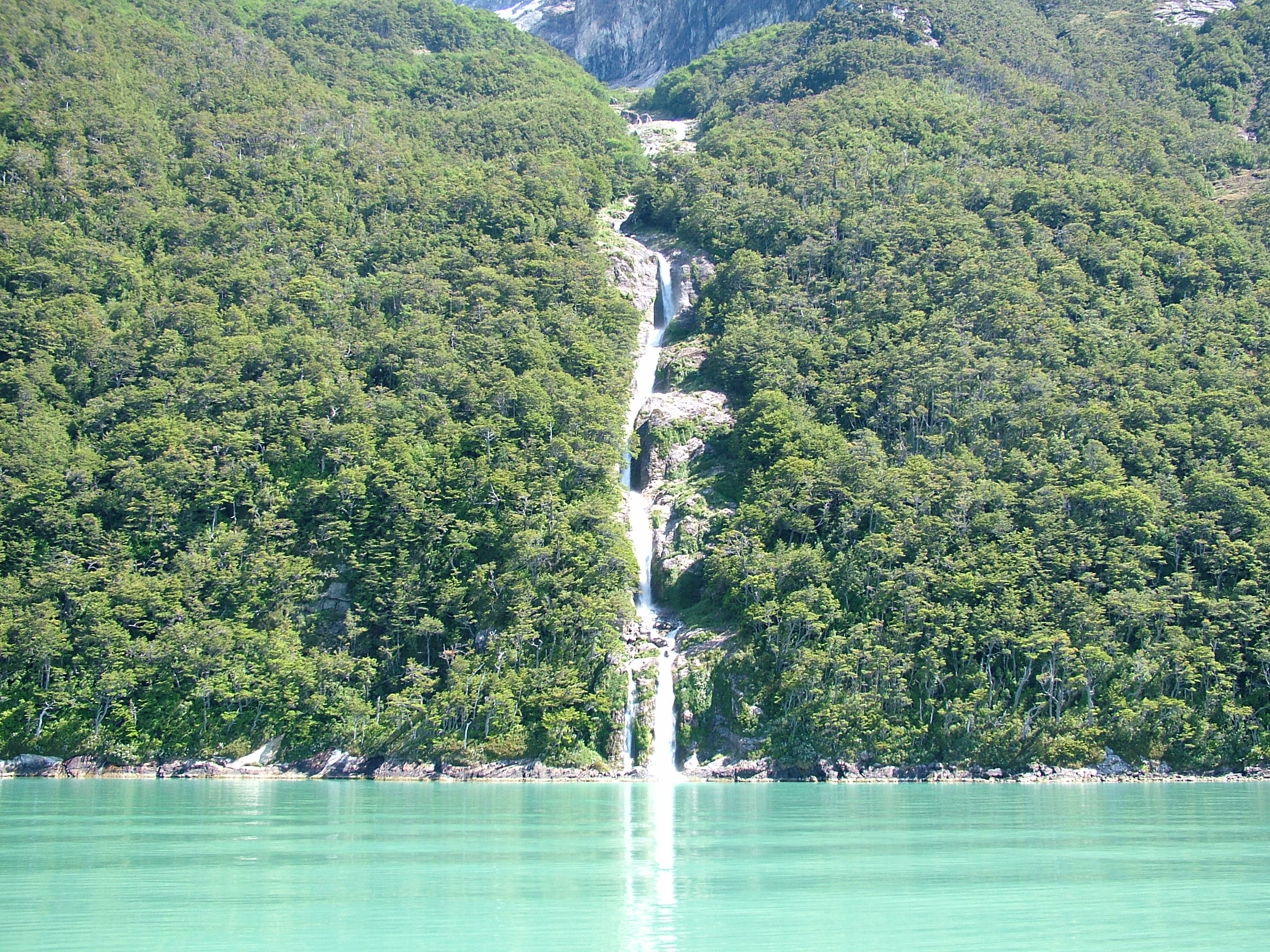
Seno Última Esperanza

Zur Provinz gehören der Nationalpark Torres del Paine, der überwiegende Teil des Nationalparks Bernardo O’Higgins, das Nationalreservat Alacalufes und die Muñoz-Gamero-Halbinsel. Benannt ist sie nach dem gleichnamigen Fjord Seno Última Esperanza.
Einzige städtische Siedlung ist Puerto Natales mit 16.933 Einwohnern. Weitere größere Siedlungen sind Puerto Edén, Villa Dorotea (beide Comuna Natales) und Cerro Castillo (Comuna Torres del Paine).
Nach den Ergebnissen der Volkszählung 2012 zählt die Provinz 18.685 Einwohner, davon 9.570 Männer und 9.115 Frauen, auf einer Fläche von 55.443,8 km².
Die Provinz gliedert sich in die beiden Gemeinden (Comunas)
- Natales, 48.974,2 km², 18.505 Einwohner und
- Torres del Paine, 6.469,7 km², 180 Einwohner.